# Sagamore Stévenin
Thomas Sagamore Stévenin (Parigi, 9 giugno 1974) è un attore francese.

## Biografia
Figlio dell'attore Jean-François Stévenin e della psicologa Jacqueline "Florence" Monnier, è fratellastro degli attori Robinson e Salomé, nati dal secondo matrimonio del padre. Appare per la prima volta sullo schermo all'età di sei anni nel telefilm La Couleur de l'abîme, dividendo la scena col padre, ma inizialmente non è molto interessato alla recitazione e si terrà lontano dai set fino alla maggior età. Nel 1991 ottiene infatti il suo primo vero ruolo grazie alla commedia La Totale. Per il resto degli anni '90 alterna partecipazioni al cinema e in TV, dove la sua avvenenza di tipo classico gli fa vincere molte parti ma lo penalizza per quei ruoli da "ragazzo della porta accanto" popolari nel cinema francese del decennio, impedendogli di emergere.
Nel 1999 si fa notare da pubblico e critica recitando nel drammatico Romance di Catherine Breillat, nel ruolo del fidanzato impotente della protagonista. Il film fa scalpore per le abbondanti scene di sesso non simulate, tra cui una fellatio esplicita compiuta da Caroline Ducey allo stesso Stévenin. Lo scandalo attorno al film inciderà sulla sua carriera, negandogli diversi ruoli. Dopo aver interpretato un divo del cinema di anteguerra e amante di Marion Cotillard in Lisa (2001), Stévenin veste i panni del pilota dei fumetti Michel Vaillant nel film Adrenalina blu - La leggenda di Michel Vaillant (2003). Nonostante Stévenin trascorra del tempo con veri piloti e perda 12 chili per calarsi nel personaggio, il film, prodotto con grande dispiego di mezzi dalla Europa Corp di Luc Besson, è un flop al botteghino che di fatto pone fine alla sua carriera al cinema.
In seguito, prova a percorrere strade nuove: nel 2006 esordisce sul palco interpretando Alex DeLarge in un adattamento teatrale di Arancia meccanica messo in scena al Cirque d'hiver, sostituendo l'interprete originale Samy Naceri. Nel 2008 recita in inglese nel telefilm Coco Chanel, sulla vita della stilista omonima, interpretandone l'amante e primo finanziatore Étienne Balsan.
Nel 2013 ritrova il successo da protagonista sul piccolo schermo, grazie al ruolo di Alexandre Falco, un ispettore di polizia che si risveglia da un coma durato 22 anni, nella serie di TF1 Falco. Lascia la serie nel 2016 dopo quattro stagioni, per divergenze creative.

## Filmografia parziale

### Cinema
- La Totale!, regia di Claude Zidi (1991)
- Romance, regia di Catherine Breillat (1999)
- Lisa, regia di Pierre Grimblat (2001)
- Sweat - Deserto di fuoco (Sueurs), regia di Louis-Pascal Couvelaire (2002)
- Adrenalina blu - La leggenda di Michel Vaillant (Michel Vaillant), regia di Louis-Pascal Couvelaire (2003)

### Televisione
- Coco Chanel – miniserie TV, 2 puntate (2008)
- David Copperfield – miniserie TV, 2 puntate (2009)
- Rouge Brésil – miniserie TV, 2 puntate (2012)
- Falco – serie TV, 26 episodi (2013-2016)
- Capitaine Marleau – serie TV, episodio 1x02 (2016)
- Leo Mattei - Unità Speciale (Léo Mattéï, Brigade des mineurs) – serie TV, episodi 7x03-7x04 (2020)

## Doppiatori italiani
Nelle versioni in italiano dei suoi film e serie televisive, Sagamore Stévenin è stato doppiato da:
- Fabio Boccanera in Rouge Brésil
- Francesco Bulckaen in Romance
- Vittorio Guerrieri in Falco
- Riccardo Niseem Onorato in Adrenalina blu - La leggenda di Michel Vaillant
- Alessandro Parise in Capitaine Marleau
- Luca Ward in Coco Chanel